# Kis ferde nyakizom
A musculus scalenus minimus egy apró izom az ember nyakában mely nem mindig van jelen.

## Eredés, tapadás, elhelyezkedés
A VI. és a VII. nyakcsigolya processus transversus vertebraenek a tuberculum anterior vertebrae cervicalisáról ered. Az első bordán (costa prima) tapad.

## Funkció
Emeli a bordát. Forgatja a nyakat.

## Beidegzés, Vérellátás
Vagy a plexus brachialis vagy a plexus cervicalis idegzi be. Az arteria cervicalis ascendens látja el vérrel.

## Külső hivatkozások
- Leírás